# Lijst van voormalige moskeeën in Griekenland
Dit is een lijst van voormalige moskeeën in Griekenland. Het geeft een overzicht van voormalige moskeeën in Griekenland. Het somt enkele maar niet alle moskeeën op van Griekenland. De meeste voormalige moskeeën in Griekenland werden gebouwd en gebruikt tijdens het Ottomaanse rijk. Na de christelijke herovering van de Balkan werden de meeste moskeeën veranderd naar kerken of andere gebouwen zoals musea. Soms blijven de moskeeën staan maar raakten in onbruik.

## Lijst van voormalige moskeeën in Griekenland
| Huidige naam                               | Moskee naam                     | Foto | Stad         | Regio                     | Jaar geopend   | Jaar gesloten  | Opmerking |
| ------------------------------------------ | ------------------------------- | ---- | ------------ | ------------------------- | -------------- | -------------- | --- |
| Rotonda, Kerk van Agios Georgios           | Suleyman Hortaji Effendi Moskee |      | Thessaloniki | Centraal-Macedonië        | 1590           | 1912           | Het gebouw was oorspronkelijk een Romeinse tempel (306 n.Chr.), later veranderde keizer Theodosius I het gebouw in een kerk. Het gebouw werd meer dan 1200 jaar gebruikt als een kerk tot in 1590 de Ottomanen het veranderden in een moskee. Uit die periode stamt de minaret. Sinds 1912 is het terug een kerk. |
| Stedelijk Etnografisch Museum van Ioannina | Aslan Pasha Moskee              |      | Ioannina     | Epirus                    | 1618           | 1933           | De moskee werd gebouwd op de plaats van een voormalige kerk. Sinds 1933 is het een museum. |
| Bayrakli Moskee                            | Bayrakli Moskee                 |      | Larisa       | Thessalië                 | 15/16 eeuw     |                | Slechts 2 muren van de moskee zijn overgebleven. |
| Çelebi Sultan Mehmed Moskee                | Çelebi Sultan Mehmed Moskee     |      | Didymoteicho | Oost-Macedonië en Thracië | 1420           |                | Het is de oudste moskee op Europese grondgebied. Het is sinds 1946 een beschermd monument. Tegenwoordig is het een leegstaand gebouwd dat niet als religieus gebouw functioneert. |
| Panagia Chalkeon Kerk                      | Kazancilar Camii                |      | Thessaloniki | Centraal-Macedonië        | 1430           | 1912           | Het gebouwd werd in 1934 gerestaureerd na een aardbeving in 1932. |
| Kerk van profeet Elijah                    | Saraylı Moskee                  |      | Thessaloniki | Centraal-Macedonië        | 1430           | 19de eeuw      | De kerk staat op de lijst van UNESCO werelderfgoed. |
| Sint-Panteleimon Kerk                      | Ishakiye Camii                  |      | Thessaloniki | Centraal-Macedonië        | 1548           | 1912           | De enige Ottomaanse overblijfselen zijn de afgebroken minaret en een marmeren fontein. |
| Elassona Moskee                            | Elassona Moskee                 |      | Elassona     | Thessalië                 | 17de/18de eeuw |                | Ooit stond er een minaret maar die stortte in 1961 in. Het gebouw is niet toegankelijk voor het publiek. |
| Fethiye Moskee (Athene)                    | Fethiye Moskee                  |      | Athene       | Attica                    | 1456/58        | 1824           | Staat op een plaats van de ruïnes van een oude christelijke basiliek. Na de Griekse onafhankelijkheidsoorlog werd de minaret afgebroken. |
| Fethiye Moskee (Ioannina)                  | Fethiye Moskee                  |      | Ioannina     | Epirus                    | 1430           |                | De moskee werd gebouwd naast de ruïnes van een 13de-eeuwse Byzantijnse kerk. |
| Fethiye Moskee (Nafpaktos)                 | Bayezid-i Veli Moskee           |      | Nafpaktos    | West-Griekenland          | 1499           |                | De moskee is nu een tentoonstellingsruimte. |
| Mehmet Bey Moskee                          | Mehmet Bey Moskee               |      | Serres       | Centraal-Macedonië        | 1492/93        | Eind 19de eeuw | Het gebouw wordt niet meer gebruikt als moskee. |
| Oude metropolis                            | Hünkar Moskee                   |      | Veria        | Centraal-Macedonië        | 1430           | 1912           | Het gebouw was eerst een kerk dat later veranderd werd in een moskee. Na de Eerste Balkanoorlog werd het terug een kerk. |
| Parthenon                                  |                                 |      | Athene       | Attica                    | 1460           |                | Het Parthenon was een oude tempel van de Grieken dat in de 6de eeuw een kerk werd waarbij er en klokkentoren werd bijgebouwd. Later werd het een moskee tijdens de Ottomaanse overheersing van de stad en werd de klokkentoren een minaret. |
| Museum voor Griekse volkskunst             | Tzistarakis Moskee              |      | Athene       | Attica                    | 1759           |                | Na de Griekse Onafhankelijkheidsoorlog werd de moskee achtereenvolgens gebruikt als vergaderzaal, kazerne, gevangenis, opslagplaats en uiteindelijk een museum. |
| Valide Moskee                              | Valide Moskee                   |      | Mytilini     | Noord-Egeïsche Eilanden   | 1615           |                | Sinds 1981 is het gebouw een beschermend monument. |
| Larissa Archeaological Museum              | Yeni Moskee                     |      | Larisa       | Thessalië                 | Eind 19de eeuw | 1924           | De moskee raakte in onbruik na de Bevolkingsuitwisseling tussen Turkije en Griekenland in 1923. Het is tegenwoordig een museum. |
| Archeologisch Museum van Thessaloniki      | Yeni Moskee                     |      | Thessaloniki | Centraal-Macedonië        | 1902           | 1925           | Deze moskee werd gebouwd voor joden die zich tot de islam bekeerden. |
| Zincirli Moskee                            | Zincirli Moskee                 |      | Serres       | Centraal-Macedonië        | Eind 16de eeuw |                | Wordt beschouwd als een van de mooist overgebleven moskeeën in Griekenland. |
| Kerk van Acheiropoiètos                    | Eski Camii                      |      | Thessaloniki | Centraal-Macedonië        | 1430           | 1930           | Na de Grieks-Turkse Oorlog zouden de Grieken die in Anatolië woonden naar Griekenland terugkeren, terwijl alle Turken die in Griekenland aanwezig waren naar Turkije zouden terugkeren. Dit creëerde duidelijk een enorme hoeveelheid Grieken in Thessaloniki. De nieuwe Griekse aankomsten hadden alles verloren en moesten helemaal opnieuw beginnen. De moskee diende daarom als een toevluchtsoord in afwachting van de aanpassing aan de samenleving. De Acheiropoiètos werden in 1930 weer een kerk. |